# Oliver Müller (Volleyballspieler)
Oliver Müller (* 7. Februar 1966) ist ein deutscher Behindertensportler der Disziplin Standvolleyball.

## Leben
Oliver Müller ist schwerbehindert (Unterschenkelamputation links), startete als Volleyballspieler für die VSG Gelsenkirchen und wurde in die Deutsche Behindertennationalmannschaft berufen. 
Bei den Paralympischen Sommerspielen 1992 in Barcelona holte Müller die Goldmedaille im Team mit Rudolf Durrer, Josef Giebel, Pavo Grgic, Bernd Heinrich, Stefan Kaiser, Manfred Kohl, Andreas Johann, Bernard Schmidl, Rudolf Schwietering, Elmar Sommer und Karl-Josef Weißenfels. 1996 nahm er erneut an den Paralympischen Sommerspielen in Atlanta teil. Hier erreichte die deutsche Mannschaft das Endspiel im Volleyballwettbewerb. Sie trat in der gleichen Besetzung an, außer dass Jens Altmann statt Durrer und Heinrich spielte, und erzielte den Olympiasieg mit Goldmedaille. Oliver Müller und die Deutsche Behinderten-Volleyballmannschaft wurden vom Bundespräsidenten mit dem Silbernen Lorbeerblatt ausgezeichnet.
Auch bei den Paralympischen Sommerspielen 2000 war Oliver Müller mit der deutschen Volleyballmannschaft dabei. In der Besetzung Müller, Pavo Grgic, Marian Warda, Daniel Volkland, Stefan Drabold, Manfred Kohl, Elmar Sommer, Jens Altmann, Bernd Heinrich, Oliver Gutfleisch, Bernard Schmidl und Timo Hager wurden sie erneut Olympiasieger und Gewinner einer Goldmedaille.